# Advanced RISC Computing
Advanced RISC Computing (ARC) es una especificación promulgada por un consorcio de fabricantes de computadoras (el proyecto Advanced Computing Environment), que establece un entorno de hardware y firmware de computadora basado en MIPS RISC estándar. 
Aunque ACE desapareció y nunca se fabricó una computadora que cumpliera con el estándar ARC, el sistema ARC tiene un legado generalizado en el sentido de que toda la familia de sistemas operativos Windows NT utiliza las convenciones ARC para nombrar dispositivos de arranque. Además, SGI utiliza una versión modificada del firmware ARC (que llama ARCS) en sus sistemas. Todas las computadoras SGI que ejecutan IRIX 6.1 o posterior (como Indy y Octane) se inician desde una consola ARCS (que utiliza las mismas convenciones de nombres de unidades que Windows, en consecuencia). Además, la mayoría de las diversas computadoras basadas en RISC diseñadas para ejecutar Windows NT usaban versiones de la consola de arranque ARC para arrancar NT. Estos incluyen lo siguiente: 
- Sistemas basados en MIPS R4000 como la estación de trabajo MIPS Magnum
- Todas las máquinas basadas en Alpha con un bus PCI diseñado antes del fin del soporte para Windows NT Alpha en septiembre de 1999 (el firmware Alpha ARC también se conoce como AlphaBIOS)
- la mayoría de las computadoras PowerPC con Windows NT (como la IBM RS/6000 40P).

Se predijo que las computadoras basadas en Intel IA-32 adoptarían la consola ARC, aunque solo SGI comercializó tales máquinas con firmware ARC (es decir, la serie SGI Visual Workstation, que se lanzó en 1999). 
Los productos que cumplen (hasta cierto punto) con el estándar ARC incluyen estos: 
- Alpha
  - DEC Multia y AlphaStation/AlphaServer
  - DeskStation Raptor
- i386
  - SGI Visual Workstation
- MIPS
  - Acer PICA
  - Cobra R4000 y VIPER de Carrera Computers, Inc
  - DECstation 5000
  - DeskStation Tyne
  - Microsoft Jazz
  - MIPS Magnum
  - Olivetti M700
  - NEC RISCstation
  - NeTpower Fastseries MP
  - SGI Indigo2, Indy, Challenge, Onyx, Origin etc. ARCS Big-Endian
  - Siemens-Nixdorf RM200, RM300, RM400
- PowerPC
  - IBM Personal Computer Power Series 850/830 PReP
  - IBM RS/6000 40P, 43P, E20, F30
  - Motorola PowerStack
  - Tangent MediaStar